# أفانتازيا
أفانتازيا (بالإنجليزية: Aphantasia) هي حالة عصبية مفترضة حيث أن الشخص لا يمتلك استخدام عين العقل. وقد اقترح المصطلح لأول مرة في دراسة سنة 2015 لنوع معين من العمه البصري. وعلاوة على ذلك يجري التخطيط لمزيد من الدراسات. وقد صيغ هذا المصطلح من قبل فريق بقيادة البروفسور آدم زيمان من جامعة اكزتر المدرسة الطبية.

## التاريخ
تم وصف هذه الظاهرة لأول مرة من قبل فرانسيس غالتون في عام 1880 في دراسة إحصائية حول الصور الذهنية، وجد جالتون أنها كانت ظاهرة شائعة بين أقرانه، وفي عام 1897 ذكرت ثيودول أرماند ريبوت نوعًا من الخيال يتألف من رؤية الأفكار ذهنيًا في شكل كلمات مطبوعة مقابلة.
ظلت هذه الظاهرة غير مدروسة إلى حد كبير حتى عام 2005 عندما تم إبلاغ البروفيسور آدم زيمان من جامعة إكستر عن رجل بدا أنه فقد القدرة على التخيل بعد خضوعه لعملية جراحية بسيطة، بعد نشر حالة هذا المريض في عام 2010 أبلغ عدد من الأشخاص زيمان عن عدم القدرة على التصور مدى الحياة، في عام 2015 نشر فريق زيمان ورقة بحثية حول ما أطلقوا عليه «الأفانتازيا الخِلقية» مما أثار اهتمامًا متجددًا بهذه الظاهرة.

## البحث
خلصت دراسة أجريت عام 2020 إلى أن أولئك الذين يعانون من الأفانتازيا يعانون أيضًا من تقليل التخيل في الحواس الأخرى ولديهم ذكريات ذاتية أقل حيوية.
بالإضافة إلى الأفانتازيا الخلقية تم الإبلاغ عن حالات أفانتازيا مكتسبة إما بسبب إصابة الدماغ أو لأسباب نفسية.
قدرت دراسة أجريت عام 2022 انتشار الأفانتازيا بين عامة السكان من خلال فحص الطلاب الجامعيين ووجدوا أن 0.8٪ من السكان غير قادرين على تكوين صور ذهنية بصرية وأن 3.9٪ من السكان إما غير قادرين على تكوين صور ذهنية أو لديهم صور ذهنية قاتمة أو غامضة.

## روابط خارجية
aphant.asia - مجتمع دولي على الإنترنت للأشخاص الذين يشعرون بأنهم افتازيون